# Східний Майо-Кебі
Східне Майо-Кебі (фр. Mayo-Kebbi Est, араб. منطقة مايو كيبي الشرقي) — адміністративний регіон в Республіці Чад. Назву свою регіон отримав по річці Майо-Кебі.
- Адміністративний центр - місто Бонгор.
- Площа - 19 000 км²}}, населення - 769 198 осіб (2009 рік).

## Географія
Регіон Східний Майо-Кебі знаходиться в південно-західній частині Чаду. На північному сході межує з регіоном Шарі-Багірмі, на південному сході з регіоном Танджиле, на південному заході з регіоном Західний Майо-Кебі. Західним кордоном регіону є державний кордон між Чадом та Камеруном.

## Населення
Населення представленп народностями мусей, маса, тупурі, марба, кара.

## Адміністративний поділ
В адміністративному відношенні Східне Майо-Кебі розділений на 4 департаменти: Каббія, Майо-Лемі, Майо-Боней та Монт д'Іллі.

## Економіка
Основні заняття місцевих мешканців - сільське господарство та рибальство.